# 福桂山
福桂山（韓語：복계산）是一座位于韓國江原道铁原郡的山峰，主峰標高海拔1054公尺。